# Glenea borneensis
Glenea borneensis är en skalbaggsart som beskrevs av Fisher 1935. Glenea borneensis ingår i släktet Glenea och familjen långhorningar. Inga underarter finns listade i Catalogue of Life.